# Xanthostemon novaguineensis
Xanthostemon novaguineensis là một loài thực vật có hoa trong Họ Đào kim nương. Loài này được Valeton miêu tả khoa học đầu tiên năm 1907.